# Кларксвілл (Пенсільванія)
Кларксвілл (англ. Clarksville) — місто (англ. borough) в США, в окрузі Грін штату Пенсільванія. Населення — 203 особи (2020).

## Географія
Кларксвілл розташований за координатами 39°58′28″ пн. ш. 80°2′38″ зх. д. / 39.97444° пн. ш. 80.04389° зх. д. (39.974396, -80.043902).  За даними Бюро перепису населення США в 2010 році місто мало площу 0,25 км², уся площа — суходіл.

## Демографія
Згідно з переписом 2010 року, у селищі мешкало 230 осіб у 72 домогосподарствах у складі 54 родин. Густота населення становила 913 осіб/км².  Було 86 помешкань (341/км²).
Расовий склад населення:
| - 97,4 % — білих - 2,2 % — чорних або афроамериканців |

До двох чи більше рас належало 0,0 %. Частка іспаномовних становила 0,4 % від усіх жителів.
За віковим діапазоном населення розподілялося таким чином: 22,6 % — особи молодші 18 років, 58,3 % — особи у віці 18—64 років, 19,1 % — особи у віці 65 років та старші. Медіана віку мешканця становила 41,7 року. На 100 осіб жіночої статі у селищі припадало 101,8 чоловіків;  на 100 жінок у віці від 18 років та старших — 95,6 чоловіків також старших 18 років.
Середній дохід на одне домашнє господарство  становив 63 604 долари США (медіана — 58 125), а середній дохід на одну сім'ю — 65 375 доларів (медіана — 58 438). За межею бідності перебувало 19,5 % осіб, у тому числі 19,4 % дітей у віці до 18 років та 7,7 % осіб у віці 65 років та старших.
Цивільне працевлаштоване населення становило 92 особи. Основні галузі зайнятості: освіта, охорона здоров'я та соціальна допомога — 32,6 %, роздрібна торгівля — 21,7 %, будівництво — 17,4 %.